# چهارطاقی نودران
چهار طاقی نودران مربوط به دوران‌های تاریخی پس از اسلام است و در شهرستان فیروزآباد، روستان نودران واقع شده و این اثر در تاریخ ۲۵ اسفند ۱۳۷۹ با شمارهٔ ثبت ۳۴۰۲ به‌عنوان یکی از آثار ملی ایران به ثبت رسیده است.